# Skyy Moore
Skyy Moore (New Kensington, 10 settembre 2000) è un giocatore di football americano statunitense che milita nel ruolo di wide receiver per i Kansas City Chiefs della National Football League (NFL).

## Carriera

### Kansas City Chiefs
Moore al college giocò a football alla Western Michigan University. Fu scelto nel corso del secondo giro (54º assoluto) assoluto nel Draft NFL 2022 dai Kansas City Chiefs. Debuttò come professionista partendo come titolare nella gara del primo turno vinta contro gli Arizona Cardinals ricevendo un passaggio da 30 yard dal quarterback Patrick Mahomes. La sua stagione da rookie si concluse con 22 ricezioni per 250 yard in 16 presenze, 3 delle quali come titolare. Il 12 febbraio 2023 nel Super Bowl LVII vinto contro i Philadelphia Eagles per 38-35, Moore segnò un touchdown su una ricezione da 4 yard, conquistando il suo primo titolo.

## Palmarès
- Super Bowl : 2

Kansas City Chiefs: LVII, LVIII
- American Football Conference Championship: 2

Kansas City Chiefs: 2022, 2023